# دبستان فروغی
دبستان فروغی مربوط به دوره پهلوی است و در خوزستان، آبادان، کوی قدس، بین ایستگاه ۱۰ و ۱۱ واقع شده و این اثر در تاریخ ۱۷ اسفند ۱۳۸۱ با شمارهٔ ثبت ۷۹۵۵ به‌عنوان یکی از آثار ملی ایران به ثبت رسیده است.